# Wojciech Remigian Prażmowski
Wojciech Remigian Prażmowski herbu Belina (zm. w 1685 roku) – chorąży nadworny koronny, starosta łomżyński w 1668 roku.
Był synem Andrzeja kasztelana warszawskiego i Jadwigi Zofii Kożuchowskiej, pochodził z Prażmowa k. Grójca Miał trzech braci: prymasa Mikołaja, biskupa łuckiego Franciszka Michała i wojewodę płockiego Samuela Jerzego. 
W 1648 uczestniczył w elekcji króla Jana Kazimierza. 22 listopada 1658 został mianowany podkomorzym czerskim. W 1659 był chorążym wołyńskim. 25 maja 1668 został starostą grodzkim łomżyńskim. Posłował z ziemi łomżyńskiej na sąd abdykacyjny. Wziął udział w elekcji Michała Korybuta Wiśniowieckiego. Król mianował go 7 października 1669 chorążym nadwornym. Przed rokiem 1670 sprzedał starostwo wareckie. Prowadził proces o ziemie i zamek z prawowitymi właścicielami Michałowa (Górnego) z rodu Michałowskich. Bracia prymasa spalili zamek w Michałowie.  1 lipca 1672 podpisał akt konfederacji malkontentów przeciwko królowi Michałowi, podobnie jak brat Samuel Jerzy ukarany w obozie pod Gołębiem na utratę urzędów i konfiskatę dóbr i majątku. Po sejmie pacyfikacyjnym w 1673 wrócił do życia politycznego. Był elektorem Jana III Sobieskiego z ziemi łomżyńskiej w 1674, został też mianowany deputowanym do Trybunału Skarbowego w Radomiu. Był posłem na sejm koronacyjny 1676 i kolejny w 1681. Był dziedzicem Pękoszewa, Woli Pękoszewskiej, od 1667 posiadał Łopiennik Lacki, na mocy testamentu brata Mikołaja, wziął cześć rodzinnego Prażmowa i Bobrowce. Pierwsza zona Anna Radziejowska, córka Hieronima i siostra kardynała Michała Radziejowskiego wniosła mu w posagu Osuchów. Z pierwszego małżeństwa miał syna Hieronima Kazimierza, starostę mszczonowskiego. Drugą żoną Wojciecha była Zofia Świętosława Dunin-Rajecka, wdowa po Mikołaju Potockim. Miał z nią dwóch synów Mikołaja pułkownika wojsk saskich i Pawła (zm. 1706), starostę łomżyńskiego. Wojciech Remigian zmarł przed 10 września (data nominacji następcy na stanowisko chorążego nadwornego) 1685.